# Ланцюгові ядра

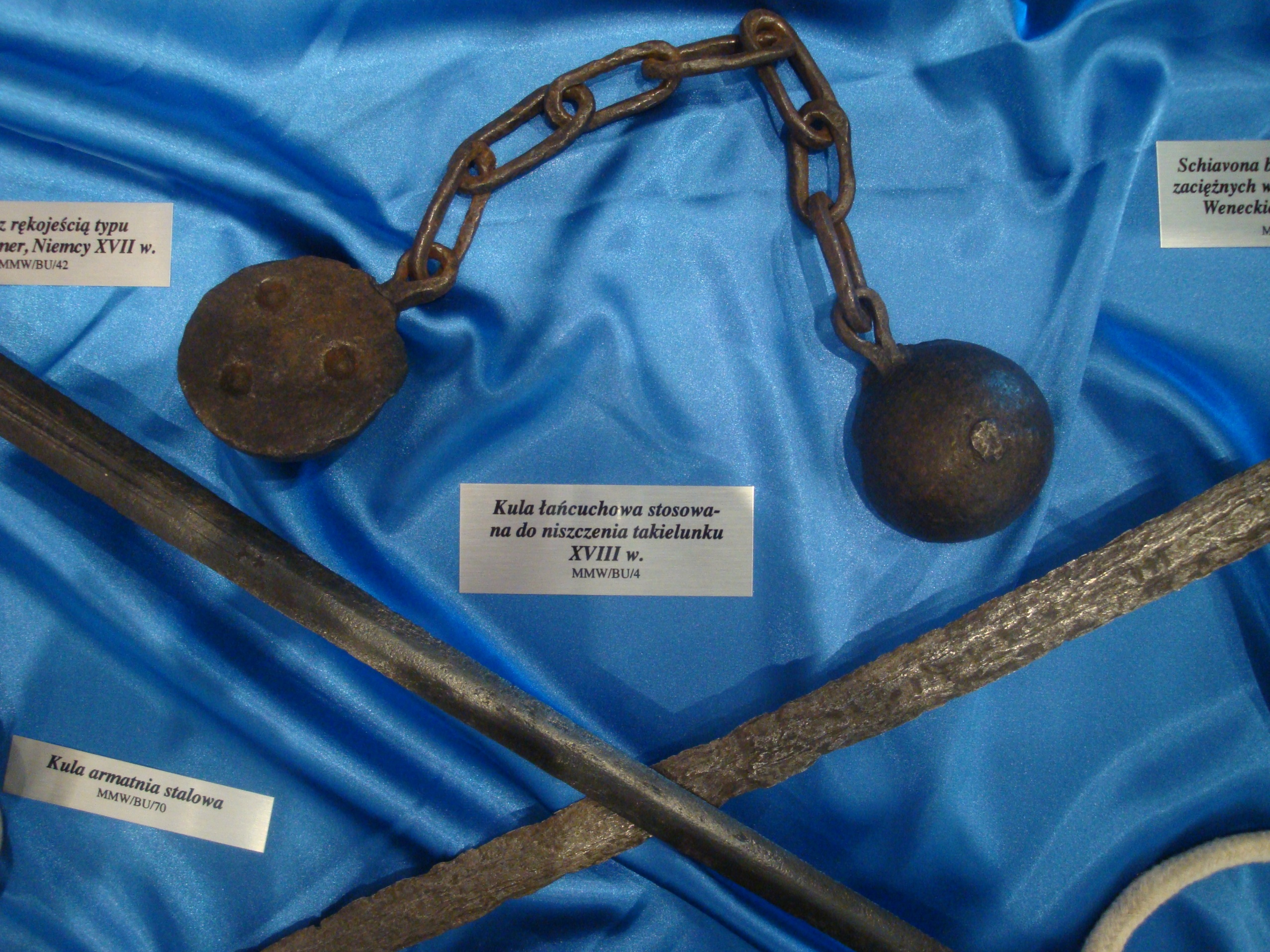
Ланцюгові ядра

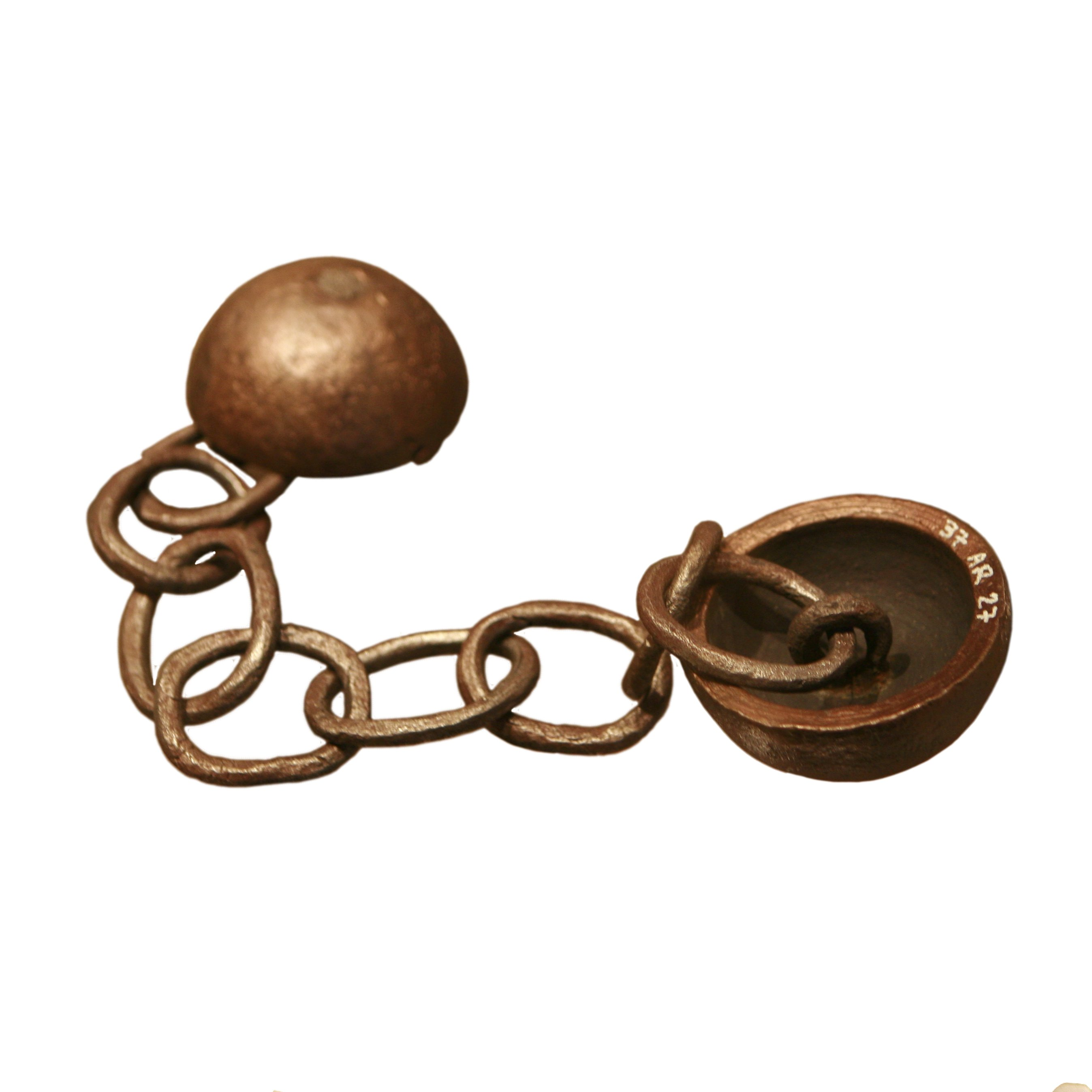
Ланцюгові ядра з двох напів ядер з Військово-морського музею Тулона

Ланцюгові ядра (ланцюговий кніпель) — старовинний артилерійський снаряд. Ланцюгові ядра були відомі в Західній Європі вже в 1550-х роках, широко використовувалися в XVII—XIX століттях, переважно в береговій і корабельній артилерії, призначався для ураження рангоуту і такелажу дерев'яних вітрильних суден. У деяких випадках використовувався для знищення піхоти. Являють собою два ядра або напів'ядра, з'єднані разом ланцюгом (часом досить довгим — довжина ланцюга могла доходити до 3—4 метрів). Після пострілу частини ядра розділяються, а ланцюг, який їх з'єднує, повністю розтягується. Стрільба ними була були менш точною, тому велася на коротких відстанях. Документовано застосування ланцюгових ядер при облозі Магдебурга в 1631 році.

## Опис
Ланцюгові ядра конструктивно схожі з кніпелем, але використання довгого ланцюга замість жорсткого з'єднання штангою робило снаряд значно ефективнішим — ланцюгові ядра могли завдавати серйозної шкоди рангоуту, тоді як звичайний кніпель був практично марний проти нього, крім того, вони краще запутували рангоут і такелаж. Бойова ефективність ланцюгових ядер зумовила довге їх застосування, аж до першої половини XIX століття.
Ланцюгові ядра ефективні на відносно невеликих відстанях і в основному при стрільбі по кораблях, де вони добре руйнували рангоут і такелаж. На суші їх іноді застосовували для стрільби по укріплених таборах або по піхоті.
Влучність стрільби ланцюговими ядрами набагато нижча, ніж звичайними ядрами, а дальність стрільби вдвічі нижча.

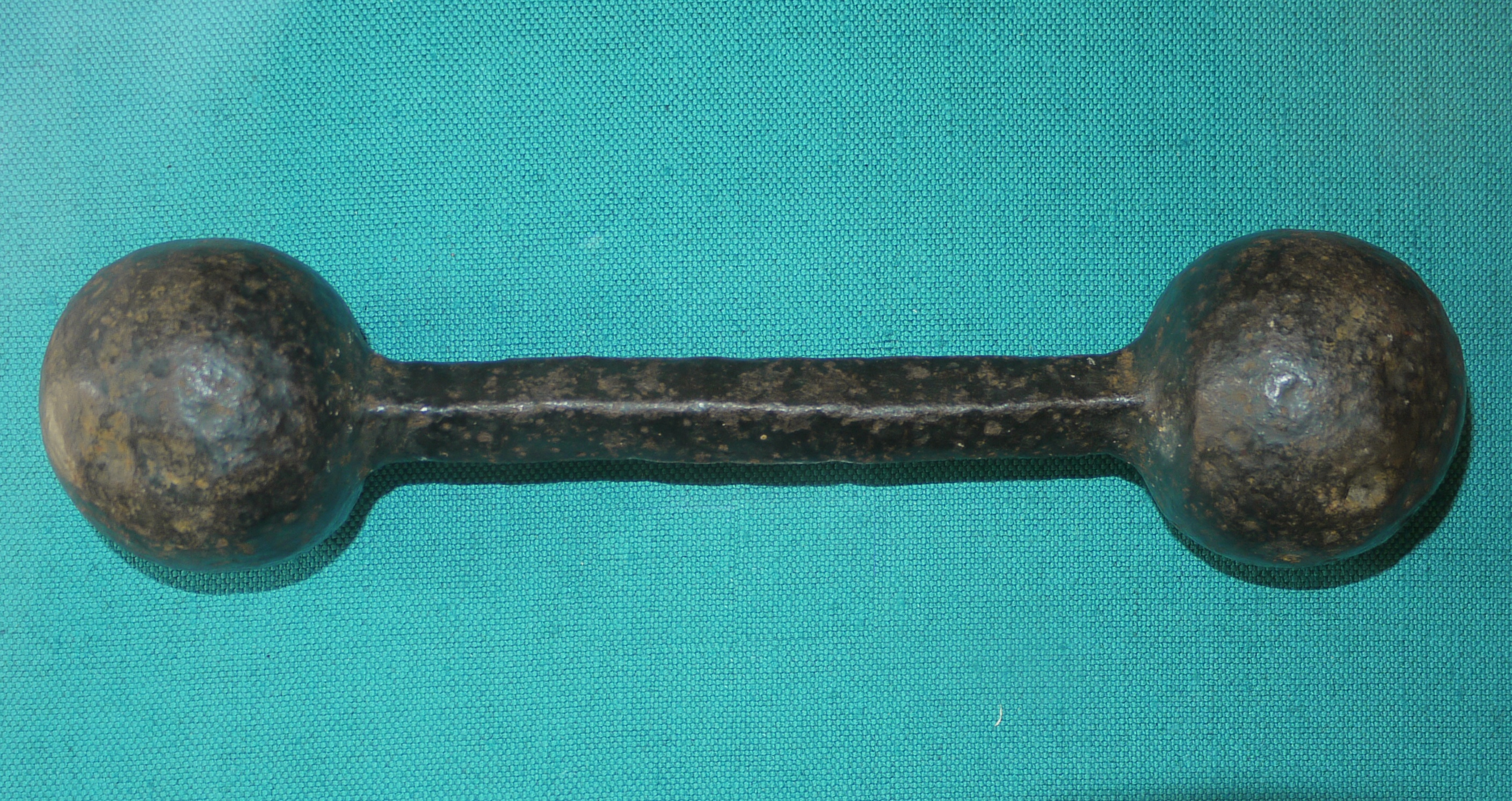
Кніпель

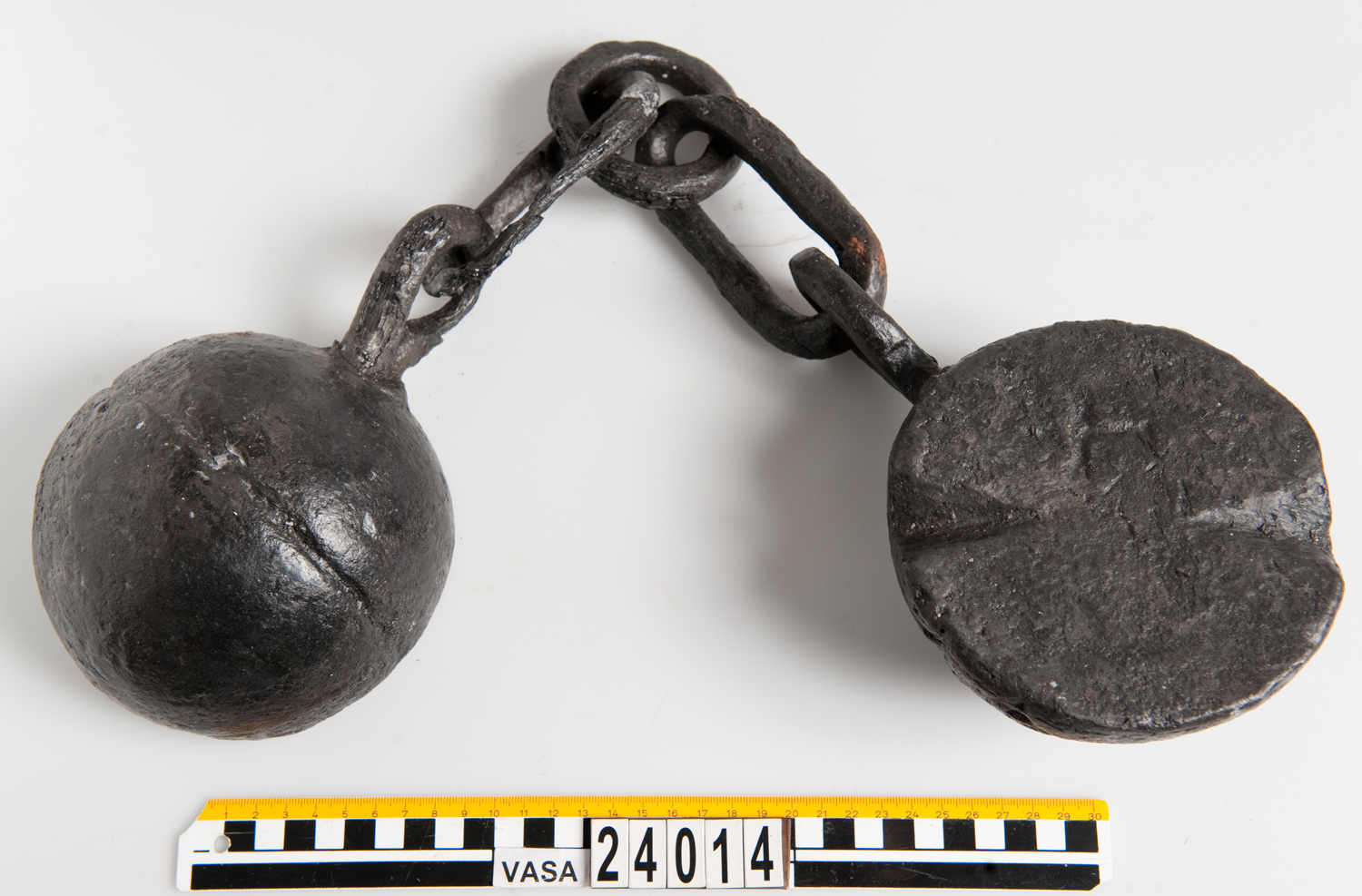
Ланцюгове ядро з піднятого лінійного корабля Vasa, який затонув у 1628

Ланцюгові ядра інколи використовували на суші для знищення живої сили противника. Їх використовували захисники Магдебурга у травні 1631 для знищення піхоти, що, на думку радника Отто фон Ґеріке, було однією з причин жорстокого відношення переможців до переможених. Крім того, такі ядра використовували у 76-му гірському полку в Індії в 1803, війська Союзу у битві під Геттісбергом під час громадянської війни в США, проти Парламентаристів під час першої громадянської війни в Англії та французами проти голландців у битві при Ватерлоо..
Військова корисність ланцюгових ядер зникла після заміни вітрильних дерев'яних кораблів на броньовані парові кораблі: спочатку у військових флотах, а потім і у комерційних—тому що зникла оснастка яка була ціллю для цих ядер. Крім того, після переходу артилерії від гладкоствольних, дульнозарядних гармат, які стріляли чорним порохом до нарізних, казнозарядних гармат, сповільнило подальшу розробку ланцюгових ядер; ланцюг пошкоджував канал ствола (зменшуючи максимальну дальність, а також зменшуючи точність), а нові казнозарядні гармати та їх боєприпаси були ефективними для боротьби як з броньованими сталевими кораблями, так і з дерев'яними.
У наш час такі боєприпаси використовують у дробовиках у так званих bolo shells (парі куль, з'єднаних міцним дротом). Вони заборонені у деяких штатах, в тому числі в Флориді та Іллінойсі.

## У популярній культурі
У серіалі «Боржіа» війська короля Карла VIII та армія папської держави стріляли з гармат ланцюговими ядрами.
У популярній серії Патрика О'Брайана «Обрі-Матурін», в шостій книзі, «Фортуна війни», згадується, що американці використовували кніппелі для боротьби з судном USS Constitution під час морської битви.
У 2003 компанія Disney в фільмі Пірати Карибського моря: Прокляття «Чорної перлини», команда Чорної Перлини використала ланцюгові ядра, щоб знищити щоглу судна HMS Interceptor. Крім того, їх використовували у фільмі Пірати Карибського моря: На краю світу для звільнення щогли Чорної Перлини коли вона зачепилась за щоглу Летючого Голландця.